# New Paris (Indiana)
New Paris és una ciutat dels EUA situada al comtat d'Elkhart, a l'estat d'Indiana. Al cens de l'any 2000 el nombre d'habitants era de 1.006 persones. Segons el United States Census Bureau, l'àrea total de la ciutat és de 2,1 km².
Segons el United States Census Bureau l'any 2000 vivien a New Paris 1.006 persones i 286 famílies. La densitat de població és de 468,0/km². La distribució ètnica és la següent: el 97,71% caucàsica, 0,00% afroamericans, 0,10% americans natius, 1,99% d'hispans i 1,19% provinents d'altres races.
Per edats, el 29,7% es troba per sota dels 18 anys, 7,0% entre els 18 i els 24, 28,4% entre els 25 i els 44, 20,3% entre els 45 i els 64, i el 14,6% supera els 65 anys. La mitjana d'edat és de 35 anys. Per cada 100 dones hi ha 95,3 homes, mentre que per cada 100 dones més grans de 18 anys, hi ha 93,2 homes.